# Понікаровський Олексій Володимирович
Олексій Володимирович Понікаровський (9 квітня 1980, Київ, СРСР) — український хокеїст, лівий нападник.

## Спортивна кар'єра
Вихованець хокейної школи «Сокіл Київ».
Понікаровський розпочав свою кар'єру в московській команді «Динамо» (Москва).
У 1997–98 рр. Понікаровський провів 24 матчі за «Динамо» у Першому дивізіоні російського чемпіонату, набравши три очки. Згодом відіграв 13 матчів за «Крила Рад» (Москва) з російської елітної ліги в 1998–1999 роках і провів три матчі плей-оф за «Динамо».
У 1999–2000 роках Олексій провів 19 матчів за «Динамо» та 29 матчів за «МВД Твер» у Першому дивізіоні російської хокейної ліги, набравши 22 очки (вісім голів та 14 передач).
У сезоні 2005–2006 років Понікаровський здобув максимальну кількість у своїй кар’єрі в голах, передачах, очках і штрафних хвилинах.
16 грудня 2006 року Олексій заробив п'ять очок у переможному матчі за «Торонто Мейпл-Ліфс» з рахунком 9:2 у грі проти «Нью-Йорк Рейнджерс», забивши два голи та асистуючи ще трьом. Його товариші по команді називають «Поні-Експрес», «Поїзд в Україну» або просто «Поні». 10 травня 2007 року «Мейпл-Ліфс» підписали контракт з Понікаровським ще на три роки, з правом продовження контракту.
2 березня 2010 року Понікаровського продали у «Піттсбург Пінгвінс» в обмін на Луку Капуті та Мартіна Шкулу. У дебютній грі за «пінгвінів» 6 березня 2010 року проти «Даллас Старс» забив свій перший гол у новій команді.
Виступав також за «Лос-Анджелес Кінгс», «Кароліна Гаррікейнс», «Нью-Джерсі Девілс», «Донбас», «Вінніпег Джетс».
В чемпіонатах НХЛ — 678 матчів (139+184), у турнірах Кубка Стенлі — 61 матч (4+15).
У складі національної збірної України учасник зимових Олімпійських ігор 2002 (4 матчі, 1+1).
2007 року отримав канадське громадянство. 
2013 року після переходу до санкт-петербурзького СКА отримав російське громадянство.
У серпні 2016 року підписав контракт з дебютантом Континентальної хокейної ліги «Куньлунь Ред Стар» (Пекін), де і завершив кар'єру навесні 2018 року.

## Досягнення
- Чемпіон Росії (2000)
- Фіналіст Кубка Стенлі (2012).
- Володар Кубка Гагаріна 2014/2015 в складі ХК СКА Санкт-Петербург

## Громадянська позиція
28 лютого 2017 в Пекіні перед матчем місцевого «Куньлунь Ред Стар» відмовився давати інтерв'ю українському кореспонденту, пояснивши це «політичними мотивами».

## Статистика

### Клубні виступи
| Сезон        | Клуб                    | Ліга         | Регулярний сезон | Регулярний сезон | Регулярний сезон | Регулярний сезон | Регулярний сезон | Плей-оф | Плей-оф | Плей-оф | Плей-оф | Плей-оф |
| Сезон        | Клуб                    | Ліга         | І                | Г                | П                | О                | ШХ               | І       | Г       | П       | О       | ШХ      |
| ------------ | ----------------------- | ------------ | ---------------- | ---------------- | ---------------- | ---------------- | ---------------- | ------- | ------- | ------- | ------- | ------- |
| 1998–99      | «Крила Рад» (Москва)    | РХЛ          | 13               | 2                | 1                | 3                | 2                | —       | —       | —       | —       | —       |
| 1998–99      | «Динамо» (Москва)       | Росія        | —                | —                | —                | —                | —                | 3       | 0       | 0       | 0       | 2       |
| 1999–00      | «Динамо» (Москва)       | Росія        | 19               | 1                | 0                | 1                | 8                | 1       | 0       | 0       | 0       | 0       |
| 2000–01      | «Торонто Мейпл-Ліфс»    | НХЛ          | 22               | 1                | 3                | 4                | 14               | —       | —       | —       | —       | —       |
| 2000–01      | «Сент-Джонс Мейпл-Ліфс» | АХЛ          | 49               | 12               | 24               | 36               | 44               | 4       | 0       | 0       | 0       | 4       |
| 2001–02      | «Сент-Джонс Мейпл-Ліфс» | АХЛ          | 72               | 21               | 27               | 48               | 19               | 5       | 2       | 1       | 3       | 8       |
| 2001–02      | «Торонто Мейпл-Ліфс»    | НХЛ          | 8                | 2                | 0                | 2                | 0                | —       | —       | —       | —       | —       |
| 2002–03      | «Сент-Джонс Мейпл-Ліфс» | АХЛ          | 63               | 24               | 22               | 46               | 68               | —       | —       | —       | —       | —       |
| 2002–03      | «Торонто Мейпл-Ліфс»    | НХЛ          | 13               | 0                | 3                | 3                | 11               | —       | —       | —       | —       | —       |
| 2003–04      | «Торонто Мейпл-Ліфс»    | НХЛ          | 73               | 9                | 19               | 28               | 44               | 13      | 1       | 3       | 4       | 8       |
| 2004–05      | «Хімік» (Воскресенськ)  | Росія        | 19               | 1                | 5                | 6                | 16               | —       | —       | —       | —       | —       |
| 2005–06      | «Торонто Мейпл-Ліфс»    | НХЛ          | 81               | 21               | 17               | 38               | 68               | —       | —       | —       | —       | —       |
| 2006–07      | «Торонто Мейпл-Ліфс»    | НХЛ          | 71               | 21               | 24               | 45               | 63               | —       | —       | —       | —       | —       |
| 2007–08      | «Торонто Мейпл-Ліфс»    | НХЛ          | 66               | 18               | 17               | 35               | 36               | —       | —       | —       | —       | —       |
| 2008–09      | «Торонто Мейпл-Ліфс»    | НХЛ          | 82               | 23               | 38               | 61               | 38               | —       | —       | —       | —       | —       |
| 2009–10      | «Торонто Мейпл-Ліфс»    | НХЛ          | 61               | 19               | 22               | 41               | 44               | —       | —       | —       | —       | —       |
| 2009–10      | «Піттсбург Пінгвінс»    | НХЛ          | 16               | 2                | 7                | 9                | 17               | 11      | 1       | 4       | 5       | 4       |
| 2010–11      | «Лос-Анджелес Кінгс»    | НХЛ          | 61               | 5                | 10               | 15               | 36               | 4       | 1       | 0       | 1       | 0       |
| 2011–12      | «Кароліна Гаррікейнс»   | НХЛ          | 49               | 7                | 8                | 15               | 26               | —       | —       | —       | —       | —       |
| 2011–12      | «Нью-Джерсі Девілс»     | НХЛ          | 33               | 7                | 11               | 18               | 8                | 24      | 1       | 8       | 9       | 12      |
| 2012–13      | «Донбас»                | КХЛ          | 32               | 5                | 13               | 18               | 16               | —       | —       | —       | —       | —       |
| 2012–13      | «Вінніпег Джетс»        | НХЛ          | 12               | 2                | 0                | 2                | 6                | —       | —       | —       | —       | —       |
| 2012–13      | «Нью-Джерсі Девілс»     | НХЛ          | 30               | 2                | 5                | 7                | 8                | —       | —       | —       | —       | —       |
| 2013–14      | СКА (Санкт-Петербург)   | КХЛ          | 51               | 6                | 9                | 15               | 38               | 10      | 1       | 1       | 2       | 4       |
| 2014–15      | СКА (Санкт-Петербург)   | КХЛ          | 32               | 2                | 6                | 8                | 24               | 9       | 1       | 0       | 1       | 4       |
| 2015–16      | СКА (Санкт-Петербург)   | КХЛ          | 40               | 3                | 1                | 4                | 30               | 3       | 0       | 0       | 0       | 0       |
| 2016–17      | «Куньлунь Ред Стар»     | КХЛ          | 52               | 7                | 7                | 14               | 34               | 5       | 0       | 1       | 1       | 0       |
| 2017–18      | «Куньлунь Ред Стар»     | КХЛ          | 51               | 6                | 7                | 13               | 20               | —       | —       | —       | —       | —       |
| Усього в НХЛ | Усього в НХЛ            | Усього в НХЛ | 678              | 139              | 184              | 323              | 419              | 52      | 4       | 15      | 19      | 28      |
| Усього в АХЛ | Усього в АХЛ            | Усього в АХЛ | 184              | 57               | 73               | 130              | 186              | 9       | 2       | 1       | 3       | 12      |
| Усього в КХЛ | Усього в КХЛ            | Усього в КХЛ | 256              | 29               | 43               | 72               | 162              | 27      | 2       | 2       | 4       | 8       |

### Збірна
| Рік                | Команда            | Турнір             | Місце              | І | Г | П | О | ШХ |
| ------------------ | ------------------ | ------------------ | ------------------ | - | - | - | - | -- |
| 2002               | Україна            | ОІ                 | 10-е               | 4 | 1 | 1 | 2 | 6  |
| 2013               | Україна            | ОІ (кв)            | NQ                 | 3 | 2 | 3 | 5 | 0  |
| Національна збірна | Національна збірна | Національна збірна | Національна збірна | 7 | 3 | 4 | 7 | 6  |